# Piratería en Indonesia
La piratería en Indonesia no solo es notoria, sino que, según una encuesta realizada por la International Maritime Bureau, fue también el país que ostentó la mayor tasa de ataques piratas en 2004, donde posteriormente cayó al segundo lugar en 2008, quedando por fin detrás de Nigeria. Indonesia sigue siendo considerado como el país con los mares más peligrosos del mundo debido a su alto índice de piratería. Con más de la mitad de los delitos de piratería en el mundo alrededor de las regiones acuáticas del sudeste asiático, la agitación causada por la piratería ha hecho que el estrecho de Malaca un distinguido punto de piratería responsable de la mayoría de los ataques en Indonesia, lo que provocó que los barcos navegaran por esta peligrosa región desde que llegaron los europeos. El término «piratería en Indonesia» incluye tanto los casos de piratas indonesios secuestrando cargas y tanques, como la alta tasa de práctica pirata dentro del propio país. El estrecho de Malaca es también una de las rutas marítimas más transitadas del mundo, ya que representa más del 25% de los bienes de escamas del mundo provenientes principalmente de China y Japón.
Aproximadamente 50 000 embarcaciones en el comercio mundial emplean el estrecho anualmente, incluyendo petróleo del golfo Pérsico y productos manufacturados para el Medio Oriente y el canal de Suez. El éxito que deriva de ese camino comercial hace del estrecho un lugar ideal para ataques de piratas.

## Casos recientes
En los últimos diez años, el número de ataques piratas en Indonesia ha disminuido. Sin embargo, todavía existen innumerables informes de piratería ocurriendo a lo largo de áreas costeras y abismos. En 2011, 15 ataques fueron registrados solo en el mes de enero, donde cinco ataques totalizaron el número total de crímenes durante el primer trimestre de ese año. Además, durante el mes de septiembre del mismo año, se reportaron dos incidentes más. El primer grupo consistía en cuatro piratas indonesios que estaban siendo arrestados y que confesaron que ayudaron e incitaron a un sindicato mayor que operaba en el estrecho de Malaca. El segundo grupo de agresores durante ese mes incluyó a seis hombres indonesios que estaban siendo detenidos. Eran sospechosos de un grupo de piratas indonesios que supuestamente abordaron un barco mercante en Singapur. Durante el ataque, se hicieron disparos de advertencia y los piratas huyeron del lugar. Se cree que el grupo vino de Batam, una isla que estaba situada cerca del estrecho. En 2012, cuatro piratas abordaron un Granel Carrier en Gresik Inner Anchorage, Indonesia, y entraron en la tienda del buque delantero. Lograron escapar cuando un equipo los detectó, pero los piratas huyeron con algunos productos de la tienda.